# Челма (остановочный пункт)
Че́лма (фин. Tšelma, Tšolma) — остановочный пункт и бывшая промежуточная железнодорожная станция Октябрьской железной дороги на 302,07 км Мурманской железной дороги.

## Общие сведения
Остановочный пункт расположен в упразднённом в 2004 году в связи с отсутствием жителей посёлке Челма Важинского городского поселения Подпорожского района Ленинградской области. Ближайший жилой населённый пункт — посёлок Мятусово, расположенный примерно в 8 км.

Остановочный пункт находится на двухпутном электрифицированном перегоне с односторонней автоблокировкой Свирь — Токари и  имеет две параллельно расположенные посадочные платформы. Пассажирское здание и билетная касса отсутствуют. Проездные билеты приобретаются у кондуктора.

## Пассажирское сообщение
По остановочному пункту проходит ежедневно одна пара электропоездов сообщением Свирь — Петрозаводск-Пасс. — Свирь.